# 二宮芽生
二宮 芽生（にのみや めう、1992年〈平成4年〉7月20日 - ）は、日本の女優、歌手。沖縄県出身。

## 略歴
オーストリアの「ウィーン日本人学校」に入学して2008年に卒業後、「ドイツ桐蔭学園高校」に入学して2011年に卒業と同時に、帰国後の19歳の時にスカウトされて芸能界入り。2013年にエンターテインメント業界でデビューし、主演映画「千年の糸姫」で人気を博し、2015年の最新作は「人を乗せる~But Life Gose On~」。聖心女子大学哲学系に入学して2015年に卒業した。

## 作品

### 映画
- 『耳かきランデブー』
- 『千年の糸姫』
- MIRRORLIAR FILMS Season3『ママ イン ザ ミラー 』（2022年5月6日）- 主演
- 『[窓] MADO』（2022年12月16日） - 英美 役
- 『乱歩の幻影』（2024年7月26日） - 渚 役[2][3]
- 『TSUSHIMA』（2025年9月5日公開予定） - 佳織 役[4]

### ドラマ
- 酒癖50
- 警視庁強行犯係 樋口顕 Season2 第8話（2022年9月2日、テレビ東京） - 土井泰子 役
- さすらい署長 風間昭平16（2023年4月24日、テレビ東京） - 奈良岡恵子 役
- 波よ聞いてくれ 第2話（2023年4月28日、テレビ朝日） - 阿曽原律子 役

### 舞台
- 友池創作プロジェクト『さかさまのテミス』（2024年5月22日 - 26日、下北沢駅前劇場） - 主演・ヒナタ 役[5]

### 音楽
- 『東京盆踊り2020 (Makudonarudo)』 (ft. Namewee)

### CM
株式会社ライテック　加熱式茶葉スティックNICOLESS「ナニコレニコレス篇」